# Les Enfants de la télé (France)
Pour les articles homonymes, voir Les Enfants de la télé.
Les Enfants de la télé est une émission de divertissement française diffusée sur la chaîne nationale publique France 2 depuis son lancement le 17 septembre 1994 jusqu'au 4 mai 1996 puis, sur la chaîne privée TF1 du 8 novembre 1996 au 5 avril 2016 présentée par Pierre Tchernia de 1994 à 2006 ainsi qu'Arthur, de 1994 à 2016. Depuis le 3 septembre 2017  l'émission est à nouveau diffusée sur France 2 et présentée par Laurent Ruquier depuis lors puis à compter du 22 octobre 2023, par Laurence Boccolini .
L'émission est adaptée notamment au Canada sous le même titre, Les Enfants de la télé, diffusée sur la Télévision de Radio-Canada et animée par Véronique Cloutier et Antoine Bertrand et depuis 2014 par André Robitaille et Édith Cochrane.

## Lancement sur France 2 en 1994
Sur les conseils du directeur des programmes de France 2 Carlo Frecerro,, lequel emmène le producteur Arthur en Italie pour lui montrer les émissions ouvant correspondre à sa personnalité, l'animateur propose dès lors, une émission plus familiale. Le 17 septembre 1994, après une petite carrière à TF1, il anime sur France 2 Les Enfants de la télé, une émission d'archives télévisées coanimée avec l'historien, auteur, journaliste et présentateur Pierre Tchernia. Durant sa première période de diffusion sur France 2, le rendez-vous est diffusé un samedi sur deux, en deuxième partie de soirée, vers 22 h 30.
À partir  du 23 septembre 1995, l'émission fait partie du bloc de programmes bimensuel Plateau télé,. La soirée propose trois rendez-vous successifs : Les enfants du zapping, Les enfants du jeu et Les Enfants de la télé. Le 7 octobre 1995paramètre1[source insuffisante]paramètre1[source insuffisante], les deux premières émissions sont supprimées pour laisser place au Bêtisier du samedi, jusqu'au 15 juin 1996paramètre1[source insuffisante]paramètre1[source insuffisante].
En juillet 1996, France 2 décide de se séparer d'Arthur, suite au « scandale des animateurs-producteurs » impliquant le président de l'époque, Jean-Pierre Elkabbach. Toutefois, l'émission est maintenue jusqu'au 23 août 1996, dans une formule rediffusant les meilleurs moments, diffusée quotidiennement tout l'été 1996, à 19 h 20.

## Arrivée sur TF1 en 1996
L'émission et son producteur sont transférés sur TF1, à partir du 8 novembre 1996, bénéficiant pour la 1re fois d'une diffusion en début de soirée, à 20 h 50. Arthur anime seul l'émission, de septembre 2010, jusqu'au 5 avril 2016. Pierre Tchernia l'accompagne dans l'émission depuis sa création jusqu'en juin 2006 puis il revient en novembre 2007 se faisant toutefois de plus en plus rare à l'antenne.
Karen Minier coanime l'émission d'août 2006 à avril 2007 avant de démissionner pour des raisons non rendues publique. Elle est remplacée par Virginie de Clausade, laquelle coprésente l'émission entre mai 2007 à mai 2010[réf. nécessaire].
Les Enfants de la télé s'arrête le 5 avril 2016 après près de 20 ans sur TF1 et revient sur sa chaîne d'origine, France 2, un an plus tard, le 3 septembre 2017, en version hebdomadaire le dimanche après-midi, et cette fois-ci présentée par Laurent Ruquier.

## Retour sur France 2 en 2017
Le programme reprend la case horaire de Vivement dimanche diffusée jusqu'en juin 2016, laissant place la saison suivante, à une grille moins régulière avec des rediffusions d'On n'est pas couché entre septembre et décembre 2016 puis, le magazine « 13h15 L'après-midi » extension de l'édition 13 h 15, le dimanche jusqu'en mars 2017 et enfin, « Grands Portraits » présentée par Marie-Sophie Lacarrau et diffusé de mars à juin 2017[réf. nécessaire].
À partir du 26 août 2018, l’émission est décalée le dimanche en avant-soirée[réf. nécessaire]. Les émissions de Michel Drucker, Vivement dimanche et Vivement dimanche prochain, font leur retour dans l'après-midi, tandis que Les Enfants de la télé dont la retransmission à partir de 18 h 5 se déroule après Stade 2 jusqu'au 30 juin 2019 puis après Affaire conclue: la chasse aux objets depuis le 25 août 2019.

## Formule de l'émission
On présente aux invités, des « casseroles » composées d'images anciennes d'émissions ou d'archives vidéo les concernant, souvent ridicules mais drôles. Au cours de son développement, le rendez-vous s'enrichit progressivement de chroniques récurrentes. L'ancienne formule de l'émission se caractérise par l'expression slogan de l'émission « Je veux bien que l'on rigole, mais je ne veux pas que l'on se moque ! ». Arthur aime rire avec ses invités, en dévoilant des images d'archives ayant du être oubliées et introuvables. L'émission est ponctuée par plusieurs bêtisiers et autres extraits d'émissions françaises et étrangères. À la fin du programme, Arthur déclare : « Et comme disait Valéry... ». La fameuse vidéo de la déclaration lors du départ de l'ancien président battu Valéry Giscard d'Estaing datant du 19 mai 1981, s'adressant aux Français par un « Au revoir ! ».

### Chroniqueurs
L'émission renouvelle régulièrement son équipe de chroniqueurs. On compte notamment Thierry Métral, Christophe Renaud, Sophia Aram et plus bièvement, Cyril Hanouna selon les périodes. Durant la saison 2005-2006, Mélanie Angélie traite de la rubrique internet, anciennement assurée par Isabelle Quenz. Bérénice Bourgueil reprend de novembre 2006 à septembre 2007, la rubrique créée par Nicolas Deuil, les seconds plans ainsi que la rubrique internet. Lors du passage de l'émission sur la chaîne publique France 2, Jérémy Charbonnel et Jérémy James sont chroniqueurs, le premier présente les évènements marquants de la semaine et le second se spécialise dans la publicité. Au cours de la même saison, David Coudyser rejoint la bande et présente la chronique Coudy cartonne, parodiant chaque semaine une émission de télévision présente ou passée. Il produit et réalise également la séquence Les Petits Enfants de la Télé consistant à faire réagir des enfants à des archives cultes de la télé de leurs parents. Pour la saison 2018-2019, Guillaume TC, connu pour ses Croisons-les, Christine Gonzales et Marc-Antoine Le Bret viennent compléter les chroniqueurs déjà présents.

## Habillage graphique et sonore

### Générique
Le générique des Enfants de la télé écrit par Le groupe Boule Carré, est l'introduction du morceau "La Stratégie du Canapé", premier titre du groupe ayant servi pour la musique du génériquen avec le solo de guitare joué par Lol, guitariste de Nulle Part Ailleurs sur Canal+, dans l'esprit de Jimi Hendrix.

### Logo
Au départ, il n'existe pas de logo au générique de l'émission. Pendant les séquences sur le décor blanc du générique, un téléviseur cathodique dissimule un bébé derrière l'appareil. Ensuite, un bébé souriant est apparu. Le premier logo des Enfants de la Télé apparaît partiellement lors de la saison 2000-2001. Sur fond bleu azur, les lettres du titre de l'émission sont animées et produisent une sorte d'explosion. Enfin, le logo définitif apparaît à l'antenne en septembre 2003 mais uniquement au générique également renouvelé. Sur les écrans du plateau, on peut toutefois encore apercevoir l'ancien graphisme. Le logo de couleur bleue turquoise présent depuis la rentrée de septembre 2003. Le générique initial aurait été enregistré avant la création du logo, dans le courant du mois de juin 2003. Il s'affiche en bleu turquoise et est censé s'inspirer d'électrons gravitant autour d'un noyau.
À partir du décembre 2012, l'habillage graphique et le logo de l'émission sont à nouveau modifiés.

Logo de l'émission de 2003 à décembre 2012.
Logo de l'émission de décembre 2012 à avril 2016.
Logo de l'émission de septembre 2017 au 26 janvier 2025.
Logo de l'émission lors du prime-time, le 28 décembre 2017.

### Plateau de l'émission
Le revêtement de sol du plateau est blanc de 1994 à août 2002. Lors de la première de la saison 2002-2003, en septembre 2002 avec notamment Patrick Bruel, Jacques Weber, José Garcia et Patrick Timsit, le parterre devient noir. Dès l'émission suivante, le plateau redevient blanc, jusqu'en août 2003. Lors de la spéciale « cérémonie » d'avril 2003 avec notamment Gad Elmaleh, Catherine Frot, Claude Brasseur pour la sortie en salle du film Chouchou, les décorateurs dressent alors un tapis rouge. Puis, cet élément de décor reste en place, de septembre 2003 à juin 2011. À partir du juillet 2011, la moquète du plateau est modifiée et le tapis rouge est remplacé par un tapis bleu turquoise. La table des Enfants de la Télé se perfectionne à partir de février 2006, en étant surélevée. Au centre de celle-ci, un écran vidéo où le logo est souvent mis à l'antenne ou en cas de plan serré d'un invité. De décembre 2012 au 5 avril 2016, le plateau est redécoré avec écrans plats en décor, nouveau générique visuel et nouveau logo.

## Faits marquants

### Directs
L'émission est généralement enregistrée. Le dernier direct de l'émission remonte à décembre 2003. Jamel est l'invité de l'émission ainsi que notamment Jean-Marie Bigard, Michel Serrault et José Garcia. Arthur réinvite Jamel en janvier 2002 pour la promotion de Astérix et Obélix : Mission Cléopâtre.

### Incidents de plateau
En janvier 2002, Jamel Debbouze entre dans l'histoire du bêtisier de l'émission en renversant sur la tête de l'animateur, sa tasse remplie de jus d'orange. L'émission est en direct et Arthur éprouve des difficultés à finir l'émission. Il rend l'antenne avec plus d'une heure de retard. À l'occasion des fêtes de fin d'année 2003, Arthur renouvelle l'expérience avec Jamel. Déçu par sa prestation, la discorde s'installe avec le producteur et Jamel refuse de participer à l'émission, jusqu'au 26 novembre 2011, pour la promotion du film Hollywoo'. En avril 2005 : Éric, Ramzy et Francis Lalanne montent sur la table de l'émission après que Ramzy a capturé la perruque de Francis Lalanne. Le chanteur veut dès lors faire croire au public qu'il arbore une nouvelle coupe de cheveux. En réalité, le chanteur dissimule ses longs cheveux sous une perruque, dont la coupe est étrangement courte. Il monte sur la table en cassant plusieurs écrans vidéo.

### Hommage à Jacques Villeret
Jacques Villeret meurt le 28 janvier 2005 mais l'acteur apparaît toutefois dans l'émission diffusée le 29 janvier 2005 car celle-ci a été enregistrée le 17 janvier. Arthur diffuse une courte séquence en début d'émission pour rendre hommage au comédien disparu. L'émission accompagne la sortie du film Iznogoud de Patrick Braoudé. Les autres invités de cette émission sont Denise Fabre, Michaël Youn, Franck Dubosc, Annie Cordy, Nikos Aliagas, Patrick Braoudé et Pierre Tchernia.

### Vingtième anniversaire
À l'occasion du vingtième anniversaire de l'émission, l'ancien président Valéry Giscard d'Estaing est l'invité surprise de l'émission du 17 mai 2014. Il revient alors sur son célèbre « Au revoir » concluant chaque émission et il affirme : « Quand on part, qu'est-ce qu'on dit ? Au revoir. Alors, j'avais préparé un texte et la porte de la pièce était derrière moi. Et je me suis dit : un départ, c'est physique. On observe un départ, donc je vais me lever et je vais partir. Et à ce moment, je n'avais pas remarqué que la porte était très loin ! Je me suis retourné et j'ai eu affaire à un long chemin vers la porte. Les caméras l'ont enregistré et en ont fait un événement. Et vous l'avez repris. »,.

### Hommage à Philippe Gildas
Le 28 octobre 2018, suite à la mort du journaliste, producteur et animateur Philippe Gildas, la chaîne publique France 2 déprogramme la seconde partie de l'émission initialement prévue et retransmet une émission spéciale, présentée en direct par Laurent Ruquier. Les invités de cette émission sont son épouse Maryse Gildas ainsi que ses anciens collègues de Nulle part ailleurs et amis Gérard Holtz, Jérôme Bonaldi et Annie Lemoine.

## Les enfants du 31
Les enfants du 31 est édition spéciale de l'émission, diffusée initialement le 31 décembre 1994 sur France 2 puis sur TF1 en 2006 et 2007, chaque 31 décembreparamètre1[source insuffisante]paramètre1[source insuffisante].
Cette émission est conçue pour remplacer 120 minutes de bonheur, rendez-vous nocturne du 31 décembre, présenté par Arthur depuis 2000 et réunissant les animateurs de la chaîne. En 2006, le producteur décide de combiner Les Enfants de la télé et 120 minutes de bonheur puis anime Les Enfants du 31 avec comme invités, des animateurs de TF1 et des habitués des Enfants de la télé.
- De 1996 à 1998 : La fureur du 31
- En 1999 : Et vous, vous faites quoi le 31 ?
- De 2000 à 2005 : 120 minutes de bonheur

Le dimanche 31 décembre 2006, Arthur présente Les enfants du 31 en compagnie de Karen Minier (sa complice à l'époque dans l'émission) et de Sandrine Quétier (coanimatrice de 100 plus grands..., émission produite par Arthur).
Le plateau est toujours celui de 120 minutes de bonheur mais avec une table qui peut accueillir les invités. L'émission est reconduite en 2007, (Karen Minier a été remplacée par Virginie de Clausade) à la suite d'audiences satisfaisantes. Le 31 décembre 2006, Arthur a montré aux spectateurs et téléspectateurs des Enfants de la Télé Bite it, le détournement par Mozinor du clip Beat It de Michael Jackson.[réf. nécessaire]
Arthur et son émission sont remplacés le 31 décembre 2007 par Les 100 Plus Grands... du 31 animé par Christophe Dechavanne, Sandrine Quétier et Patrice Carmouze, émission reconduite en 2009. Mais le 31 décembre 2010, Arthur reprend l'animation de la soirée de la Saint-Sylvestre, avec En route pour 2011, depuis La Plaine Saint-Denis. Il recommence le 31 décembre 2011 avec En route pour 2012 depuis Le Lido de Paris. Il anime Le 31, tout est permis, le 31 décembre 2012 depuis les studios de la Montjoie à La Plaine Saint-Denis.

## Les CD desEnfants de la télé
Un 1er album CD est édité en 1996 par Versailles et Sony, reprenant des génériques en version francophone déjà sortis dans d'autres compilations de dessins animés, d'émissions et de séries connus comme Amicalement vôtre, Starsky et Hutch, Les Mystères de l'Ouest, Happy Days, Dallas, Mission : impossible,Kojak, L'homme de fer, La Panthère rose, L'Île aux enfants, Goldorak, Inspecteur Gadget, Chapi Chapo, Wattoo Wattoo, Oum le dauphin blanc, Arsène Lupin, Les Brigades du Tigre, Les Chevaliers du ciel, Les Nouvelles Aventures de Vidocq, Thierry la Fronde, Les Cinq Dernières Minutes, Histoires sans paroles, Le ciné-club d'Antenne 2, Les Animaux du monde, Les jeux de 20 heures, Des chiffres et des lettres, Aujourd'hui Madame et Les Enfants de la télé, générique composé par Boule Carré.
Un 2e album CD "Les enfants de la télé La Compilation" est édité en 2014 par Wagram, reprenant des musiques déjà sorties en compilation antérieurement, de génériques de dessins animés, d'émissions, de publicités et de séries avec 4 disques et 120 Titres au total.

## Jeux de société
En 1997, Jour de chance édite l’émission sous forme de jeu de société; le principe du jeu consistant à chanter, mimer ou répondre à des questions. En 2008, Lansay reprend la formule de l'émission et édite un jeu de société dont le principe consiste à devoir chanter, mimer, répondre à des questions et parfois faire des gags, désignés comme des casseroles. En septembre 2016, Larousse sort un jeu de société de l'émission dont le principe est de tester ses connaissances, entre amis ou en famille, sur
les casseroles et les perles de l'émission culte Les Enfants de la télé, les grands moments de la télévision : séries, émissions, films ou dessins animés marquants. En octobre 2019, Les Éditions Solar sortent un coffret spécial de l'émission dont le principe du jeu est de tester ses connaissances entre amis ou en famille, sur les thèmes comme faits de société, jeux, divertissement, jeunesse et fiction.

## Les émissions

### Années 1990
France 2
- 31 décembre 1994 : Spéciale 45 ans de télé de Pierre Tchernia avec Yves Mourousi, Liane Foly, Martin Lamotte, Joëlle Goron, Philippe Khorsand, Cendrine Dominguez, Élie Semoun, Michel Galabru, Nathalie Simon, Pierre Bellemare, Denise Fabre, Gérard Holtz, Michèle Bernier, Marc-Olivier Fogiel et Pierre Tchernia.
- Février 1995 : Josiane Balasko, Victoria Abril et Alain Chabat
- 1er juillet 1995 : Spéciale Été
- 1995 : Spéciale Les Enfants du Ciné
- Mars 1996 : Michel Denisot, Gérard Jugnot et Philippe Noiret

TF1
- 6 décembre 1996 : Muriel Robin, Daniel Prévost, Michèle Laroque, Pierre Palmade, Gérard Depardieu, Jean-Marie Bigard, Jean-Pierre Coffe, et Pierre Tchernia.
- 5 avril 1997 : Spéciale Les 10 ans de privatisation de TF1 avec Philippe Bouvard, Jacques Pradel, Jean-Pierre Foucault, Dorothée, Roger Zabel, Alexandre Debanne, Philippe Risoli, Laurent Cabrol et Thierry Roland.
- 6 septembre 1997 : Spéciale Les enfants de la une Thierry Roland, Jean-Michel Larqué, Étienne Mougeotte, Philippe Risoli, Jean-Pierre Foucault, Julien Courbet, Olivier Chiabodo, Nathalie Simon, Roger Zabel, Véronique Genest, Daniela Lumbroso, Vincent Lagaf', Laurent Cabrol, Catherine Falgayrac, Bernard Montiel, Alexandre Delpérier, Jean-Claude Narcy, Charles Villeneuve et Véronika Loubry.
- 1998 : Spéciale Nouvelle génération
- 23 octobre 1999 : Alain Chabat, Jamel Debbouze, Carole Rousseau, Philippe Vandel, Sidney et les Bricol' Girls (Camille Cousin, Elena Vladimirovna et Suzanne Stokes).
- 10 décembre 1999 : Spéciale émissions du siècle Chantal Goya, Josiane Balasko, Jean Yanne, Karl Zéro et François Cluzet.

### Années 2000
- 21 janvier 2000 : Bernard Campan, Guy Roux, Alexandre Jardin, Axelle Red, Jean-Yves Lafesse, Sonia Rolland et Franck Dubosc.
- 12 février 2000 : Bernard Tapie, Patrick Bosso, Alexandra Kazan, Stomy Bugsy et Virginie Lemoine.
- 28 décembre 2001 : Élie Semoun, Dany Boon, Serge Lama, Michèle Bernier, et Zabou Breitman.
- 25 janvier 2002 : Promo "Astérix et Obélix : Mission Cléopâtre" : Jamel Debbouze, Édouard Baer, Chantal Lauby, Gérard Darmon, Isabelle Nanty, et Alain Chabat (émission en direct).
- 8 mars 2002 : Cristiana Reali, Marc Lavoine, Martin Lamotte, Hélène de Fougerolles, Marie-Anne Chazel et Christian Clavier.
- 12 avril 2002 : Alain Chabat, Benoît Poelvoorde, Mareva Galanter, Thierry Lhermitte, Michel Boujenah, José Garcia et Stomy Bugsy.
- 27 septembre 2002 : Patrick Bruel, Patrick Timsit, José Garcia, Jacques Weber, Philippe Candeloro et Brigitte Fossey.
- 1er février 2003 : Jane Birkin, Nolwenn Leroy, Francis Huster et Michèle Bernier.
- 19 avril 2003 : Spéciale Cérémonies pour la sortie du film Chouchou : Gad Elmaleh, Catherine Frot, Claude Brasseur, Édouard Baer, Alain Chabat et Franck Dubosc (première du tapis rouge sur le plateau des enfants de la télé).
- septembre 2003 : Spéciale Casseroles avec Adriana Karembeu, Franck Dubosc, Sacha Distel, Marc Lavoine et Enrico Macias.
- 17 octobre 2003 : Spéciale rois de l'humour avec Dany Boon, Gad Elmaleh, Alexandra Lamy, Martin Lamotte, Patrick Bosso, José Garcia, Valérie Bénaïm et Franck Dubosc.
- 21 novembre 2003 : Spéciale Les nuls avec Alain Chabat, Chantal Lauby, Dominique Farrugia, Marthe Villalonga, Axelle Laffont, et Laurent Baffie.
- 19 décembre 2003 : (émission en direct) avec Jamel Debbouze, Michel Serrault, Jean-Marie Bigard, José Garcia, Samy Naceri, Arielle Dombasle, Sandrine Kiberlain, Élie Semoun, Pierre Tchernia et Christian Clavier.
- 23 janvier 2004 : Benoît Poelvoorde, Rocco Siffredi, Michaël Youn, Raphaël Mezrahi, Geneviève de Fontenay, Pierre Bellemare, Gérard Darmon, Alain Chabat, Marina Foïs et Jean-Paul Rouve.
- 12 mars 2004 : Clémentine Célarié, Bernard Tapie, Annie Cordy, Jean-Luc Reichmann, Jérémy Chatelain et Gérard Jugnot.
- 2 avril 2004 : Mathilde Seigner, Jean Dujardin, Lio, Dave, Véronique Genest et Doc Gynéco.
- 1er mai 2004 : Le meilleur du pire
- 12 juin 2004 : Best-of
- 18 septembre 2004 : Spéciale "La Ferme Célébrités" Élodie Gossuin, Ève Angeli, Mia Frye, Céline Balitran, Pascal Olmeta, Vincent Mc Doom, Danièle Gilbert, Pierre Tchernia et Sébastien Moura.
- 16 octobre 2004 : Michaël Youn, Michèle Laroque, Dany Boon, Jack Lang, Franck Dubosc, Marianne James et Richard Anconina.
- 20 novembre 2004 : Éric et Ramzy, Amanda Lear, Élie Semoun, Marthe Villalonga, Marie-Pierre Casey et Kad Merad.
- 29 janvier 2005 : Jacques Villeret, Denise Fabre, Michaël Youn, Annie Cordy, Nikos Aliagas et Franck Dubosc.
- 16 avril 2005 : Éric et Ramzy, Hélène Ségara, Francis Lalanne, Pierre Bellemare et Édouard Baer.
- 21 mai 2005 : Carole Bouquet, Pascal Légitimus, Jean-Pierre Castaldi, Michèle Bernier, Jean Benguigui et François Berléand.
- juin 2005 : Le meilleur
- 17 septembre 2005 : Alexandra Lamy, Marie-Anne Chazel, Jeane Manson, Michel Boujenah, Clémentine Célarié et Kamel Ouali.
- 29 octobre 2005 : Spéciale "Palais royal !" Catherine Deneuve, Valérie Lemercier, Lambert Wilson, Mathilde Seigner, Maurane et Michel Aumont.
- 10 décembre 2005 : Spéciale "Bêtisiers" Michaël Youn, Franck Dubosc, Manu Payet, Gad Elmaleh, Éric Judor, Ramzy Bedia, Clara Morgane, l'équipe du film d'animation Madagascar, Antoine de Caunes, et José Garcia.
- 20 janvier 2006 : Promo l'équipe du film "Les Bronzés 3 - Amis pour la vie" : Gérard Jugnot, Martin Lamotte, Thierry Lhermitte, Marie-Anne Chazel, Josiane Balasko, Christian Clavier et Michel Blanc.
- 17 février 2006 : Adriana Karembeu, Jean-Pierre Pernaut, Isabelle Nanty, Daniel Prévost, Pierre Richard, Pierre Tchernia et Julie Depardieu.
- 17 mars 2006 : Spéciale "La Doublure - le film" Mélanie Thierry, Virginie Ledoyen, Richard Berry, Gad Elmaleh, Dany Boon, Alice Taglioni, Pierre Palmade, Élie Semoun, Daniel Auteuil, Franck Dubosc et Pierre Tchernia.
- 31 mars 2006 : Spéciale Johnny Hallyday Johnny Hallyday, Fabrice Luchini, Mathilde Seigner, Antoine Duléry, Yves Rénier, Jean Dujardin, Clotilde Courau et les sosies officiels de Johnny Hallyday.
- 12 mai 2006 : Marthe Villalonga, Francis Huster, Dany Boon, Daniel Prévost, Michèle Laroque, Aure Atika et Valérie Benguigui.
- 2 juin 2006 : Le meilleur du pire
- 14 juillet 2006 : Les enfants de la télé : Spéciale 100 % Casseroles
- 25 août 2006 : Spéciale rentrée Karen Minier coprésente désormais l'émission avec Arthur. Invités : Claire Keim, Jacques Weber, Charlotte de Turckheim, Armelle Lesniak, Élie Semoun, Hélène de Fougerolles, Benjamin Castaldi et Flavie Flament.
- 7 octobre 2006 : Promo "Prête-moi ta main" : François Berléand, Alain Chabat, Léa Drucker, Arielle Dombasle, Lara Fabian, Pierre Arditi, Zabou Breitman, Jean Reno, Clémentine Célarié et Michèle Bernier.
- 4 novembre 2006 : Spéciale Jeux-télé Monica Bellucci, Patrick Bruel, Franck Dubosc, Guillaume Canet, Antoine de Caunes, Jean Rochefort, Dany Boon, Michel Boujenah et Christophe Dechavanne.
- 2 décembre 2006 : Florence Foresti, Michaël Youn, Élie Semoun et Franck Dubosc.
- 26 janvier 2007 : Hélène Ségara, M. Pokora, Pierre Palmade, Kad Merad, Clotilde Courau, Jean-Luc Reichmann, Gérard Jugnot et Jean-Paul Rouve.
- 23 février 2007 : Pascal Obispo, Omar et Fred, Mireille Darc, Mathilde Seigner, Olivier Baroux, Pierre Palmade et Élie Semoun.
- 30 mars 2007 : Nathalie Baye, Christian Clavier, Gérard Lanvin et Patrick Chesnais.
- 27 avril 2007 : Spéciale "Tout le monde en parle" Thierry Ardisson, Laurent Baffie, JoeyStarr, Philippe Corti, Julien Courbet, François Berléand et Tina Kieffer.
- 25 mai 2007 : Virginie de Clausade succède à Karen Minier à la coprésentation des Enfants de la télé. Invités : Éric Judor, Ramzy Bedia, Stomy Bugsy, Titoff, Noémie Lenoir, Passi, Doc Gynéco, Francis Lalanne, Liane Foly et Catherine Laborde.
- juin 2007 : Le meilleur
- 15 septembre 2007 : Jean Dujardin, Jocelyn Quivrin, Valérie Lemercier, Philippe Candeloro, Thierry Lhermitte et Dany Brillant.
- 3 novembre 2007 : Philippe Lucas, Clara Morgane, Cristiana Reali, Patrick Timsit, Lambert Wilson, Valérie Lemercier et Daniel Auteuil.
- 1er décembre 2007 : Spéciale "Bêtisiers" Gérard Jugnot, Carole Bouquet, Omar et Fred, Josiane Balasko, Jean-Baptiste Maunier, Marc Lavoine, Florence Foresti, Victoria Silvstedt, Christian Clavier et Eddy Mitchell.
- 19 janvier 2008 : Promo Astérix aux Jeux olympiques : Benoît Poelvoorde, Alain Delon, José Garcia, Clovis Cornillac, Stéphane Rousseau, Vanessa Hessler et Franck Dubosc.
- 16 février 2008 : Spéciale "Bienvenue chez les Ch'tis" : Dany Boon, Kad Merad, Anne Marivin, Zinedine Soualem, Guy Lecluyse, Zoé Félix, Line Renaud et la chanteuse Pauline.
- 21 mars 2008 : Spéciale "DISCO" - le film Emmanuelle Béart, Franck Dubosc, Omar Sy, Fred Testot, Isabelle Nanty, François-Xavier Demaison, Samuel Le Bihan, Annie Cordy, Amanda Lear et Christophe Willem.
- 18 avril 2008 : Laurent Ruquier, Christine Bravo, Liane Foly, Mathilda May, Véronique Jannot, Jean Dujardin, Alice Taglioni, Jean Reno, Patrick Hernandez et Valérie Bonneton.
- 16 mai 2008 : Valérie Bègue, Victoria Silvstedt, Éric et Ramzy, Anne Roumanoff, Jean-Claude Van Damme, Florence Foresti et Élie Semoun.
- 28 juin 2008 : Le meilleur
- 27 septembre 2008 : Josiane Balasko, Kad Merad, Pierre Palmade, Nathalie Baye, Dany Boon, Gérard Jugnot et Antoine Duléry.
- 8 novembre 2008 : Franck Dubosc, Garou, Valérie Lemercier, Étienne Chatiliez, Isabelle Nanty, Éric et Ramzy, Kamel Ouali, Marianne James, Flavie Flament, Laurent Gerra et Alexia Laroche-Joubert.
- 13 décembre 2008 : Virginie Ledoyen, Richard Berry, Gérard Lanvin, Jean-Louis Aubert, Martin Lamotte et Patrick Timsit.
- 24 janvier 2009 : Dany Boon, Patrick Bruel, Marina Foïs, Florence Foresti, Véronique Genest, Gérard Jugnot, Gérard Lanvin, Anne Marivin, Pef et Jean Reno.
- 21 février 2009 : Benjamin Castaldi, Jean-Pierre Castaldi, Marilou Berry, Josiane Balasko, Ophélie Winter, Mareva Galanter, Laurent Ruquier, Anthony Kavanagh, Michel Sardou et Davy Sardou.
- 21 mars 2009 : Jean-Luc Reichmann, Kad Merad, Olivier Baroux, Barbara Schulz, Clotilde Courau, Marc Lavoine, Michel Boujenah et Valérie Benguigui.
- 18 avril 2009 : Bénabar, Franck Dubosc, Élie Semoun, Isabelle Nanty, Christine Bravo, Jean-Pierre Foucault et Sandrine Kiberlain.
- 23 mai 2009 : Elsa Zylberstein, Pascal Obispo, Mathilde Seigner, Gilbert Montagné, Philippe Gildas et Omar et Fred.
- 20 juin 2009 : Le meilleur
- 12 septembre 2009 : Kad Merad, Valérie Lemercier, Michèle Laroque, Gérard Jugnot, Clémentine Célarié, Stéphane Rousseau, Franck Dubosc et Sophia Aram.
- 17 octobre 2009 : Florence Foresti, Omar Sy, Alexandra Lamy, Jonathan Lambert, Laurence Boccolini, Christian Clavier, Didier Bourdon, Patrick Timsit et Patrick Bosso.
- 7 novembre 2009 : Spéciale "Dany Boon" Dany Boon, Claire Chazal, Franck Dubosc, Mathilde Seigner, Alain Chabat, Kad Merad, Anne Marivin et Zinedine Soualem.
- 26 décembre 2009 : Spéciale "Bêtisiers des Enfants de la TÉLÉ" : Lara Fabian, Jean-Marie Bigard, Fred Testot, Élie Semoun, Virginie Efira, Thierry Lhermitte et Michèle Bernier.

### Années 2010
- 6 mars 2010 : Spéciale "Tout ce qui brille" Amanda Lear, Sophie Davant, Anne Roumanoff, Arielle Dombasle, Géraldine Nakache, Leïla Bekhti, Virginie Ledoyen et Michel Boujenah.
- 10 avril 2010 : Spéciale "Camping 2" Franck Dubosc, Antoine Duléry, Mathilde Seigner, Claude Brasseur, Patrick Bruel, Richard Anconina, Laurent Ruquier et Dominique Farrugia.
- 8 mai 2010 : C'est la dernière émission que coprésente Virginie de Clausade. Mimie Mathy, JoeyStarr, Pascal Obispo, Virginie Efira, Philippe Gildas, Christine Bravo et Alain Chabat.
- 29 mai 2010 : Le meilleur
- 25 septembre 2010 : Spéciale "Les petits mouchoirs" L'émission est présentée désormais par Arthur tout seul. : Pierre Palmade, Michèle Laroque, Thierry Lhermitte, Marion Cotillard, Guillaume Canet, Julie Depardieu, Gilles Lellouche, Benoît Magimel, François Cluzet, Valérie Bonneton et Laurent Lafitte.
- 23 octobre 2010 : Spéciale "il reste du jambon - le film" Anne Depétrini, Ramzy Bedia, Anne Marivin, Laurence Boccolini, Stéphane Rousseau, Omar et Fred et Antoine de Caunes.
- 27 novembre 2010 : Florence Foresti, Audrey Tautou, Nathalie Baye, Claire Keim, Patrick Bosso, Michaël Youn et Anthony Kavanagh.
- 18 décembre 2010 : Spéciale France-Belgique Dany Boon, Benoît Poelvoorde, Hélène Mortier, Jérôme Commandeur, Laurent Gamelon, Michel Daerden (célèbre Ministre Belge), Line Renaud, Kad Merad et Virginie Efira.
- 18 février 2011 : Tomer Sisley, Pierre Palmade, Isabelle Mergault, Éric et Ramzy, Franck Dubosc, Richard Berry, Mélanie Laurent, Karin Viard et Gilles Lellouche.
- 16 avril 2011 : Marilou Berry, Antoine Duléry, Jenifer, Laury Thilleman, Laurent Ruquier, Armelle, Anne Roumanoff et Bénabar.
- 21 mai 2011 : Michèle Laroque, Kad Merad, Elsa Zylberstein, Vincent Perez, Dominique Besnehard, Hélène Ségara, Laurent Baffie et Patrick Bosso.
- 10 juin 2011 : Helena Noguerra, Élie Semoun, Isabelle Nanty, Jean-Paul Rouve, Olivier Baroux, Thomas Ngijol, Fabrice Éboué et Michel Boujenah.
- 1er juillet 2011 : Spéciale été Fred Testot, Amelle Chahbi, Éric Naulleau, Michel Cymes, Anthony Kavanagh, Bruno Solo, François-Xavier Demaison et Sandrine Quétier.
- 20 août 2011 : Le meilleur
- 10 septembre 2011 : Spéciale rentrée Guillaume Canet, Laetitia Casta, Louise Bourgoin, Kad Merad, Gérard Jugnot, Mélanie Doutey, Alessandra Sublet et Lorànt Deutsch.
- 1er octobre 2011 : Isabelle Huppert, Benoît Poelvoorde, Valérie Lemercier, Franck Dubosc, François Cluzet, Omar Sy et Tomer Sisley.
- 26 novembre 2011 : Spéciale "Hollywoo' " - Le film Jamel Debbouze, Florence Foresti, Laurent Baffie, Thierry Ardisson, Pascal Obispo, Michèle Laroque, Jérôme Commandeur, Christophe Willem et Ary Abittan.
- 14 janvier 2012 : Spéciale "La vérité si je mens ! 3" Bruno Solo, José Garcia, Richard Anconina, Léa Drucker, Vincent Elbaz, Gilbert Melki, Aure Atika, Enrico Macias et Michèle Bernier.
- 4 février 2012 : Spéciale "Patrick Sébastien" Francis Huster, Ramzy Bedia, Patrick Sébastien, François-Xavier Demaison, Shy'm, Anthony Kavanagh, Claudia Tagbo , Philippe Lellouche et Vanessa Demouy.
- 18 février 2012 : Michèle Laroque, Pierre Palmade, Dave, Lambert Wilson, Michaël Youn, Jean Reno, Alexandra Lamy et Valérie Bonneton.
- 9 mars 2012 : Stéphane Rousseau, M. Pokora, Manu Payet, Patrick Bruel, Charles Berling, Véronique Genest, Élie Semoun, Franck Dubosc, Audrey Lamy et Kyan Khojandi de Bref.
- 2 juin 2012 : Amel Bent, Cyril Hanouna, Titoff, Miou-Miou, Jean-Paul Rouve, Anne Roumanoff et Virginie Hocq.
- 16 juin 2012 : Sophie Marceau, Gad Elmaleh, Vigon de The Voice, Helena Noguerra, Alice Taglioni, Mathilde Seigner et Christophe Lambert.
- 30 juin 2012 : Le meilleur
- 8 septembre 2012 : Spéciale rentrée Michel Drucker, Dany Boon, Diane Kruger, Yvan Attal, Sandrine Kiberlain, Christophe Willem, José Garcia, Richard Anconina et Jérôme Commandeur.
- 15 décembre 2012 : Spéciale Bêtisiers de Noël Michèle Laroque, Pierre Palmade, Shy'm, Nagui, Titoff, Omar et Fred et Laurent Lafitte.
- 12 janvier 2013 : Alice Taglioni, Virginie Efira, Mathilde Seigner, Pascal Obispo, Thierry Ardisson, Laurent Baffie, Marina Foïs, Pierre Ménès et Franck Dubosc.
- 29 mars 2013 : Jenifer, M. Pokora, Patrick Sébastien, Kad Merad, Dave, Lara Fabian, Valérie Bonneton et Éric Elmosnino.
- 26 avril 2013 : Pierre Arditi, Éric Judor, Ary Abittan, Julien Courbet, Laury Thilleman, Emmanuel Moire et Christine Bravo.
- 17 mai 2013 : Josiane Balasko, Michel Blanc, Francis Huster, Julien Doré, Alexandre Astier, Nolwenn Leroy et Frédéric Lopez.
- 8 juin 2013 : Fred Testot, Jean-Marc Généreux, Cristiana Reali, Charlotte Le Bon, Stéphane Bern, Nathalie Baye, Laurent Baffie et Marilou Berry.
- 13 août 2013 : Le meilleur (Pour la première fois, l'émission est diffusée un mardi soir)
- 30 novembre 2013 : Valérie Lemercier, Gilles Lellouche, Laurent Lafitte, Mimie Mathy, Alizée, Hélène Ségara, Pascal Obispo, François-Xavier Demaison, Laurent Baffie et Blaise Matuidi.
- 10 janvier 2014 : Laurent Ruquier, Franck Dubosc, Kev Adams, Valérie Damidot, Vanessa Demouy, Thomas Ngijol et Fabrice Éboué.
- 7 février 2014 : Cyril Hanouna, Dany Boon, Kad Merad, Valérie Bonneton, Michèle Bernier, Jérôme Commandeur et Alice Pol
- 7 mars 2014 : Laurent Baffie, Olivier Baroux, Baptiste Lecaplain, Lambert Wilson, Chantal Lauby, Christian Clavier, Ary Abittan et Amel Bent
- 28 mars 2014 : Laurent Baffie, Franck Dubosc, Stéphane Plaza, Amanda Lear, Guillaume Gallienne, Arnaud Ducret, Guillaume de Tonquédec et André Manoukian.
- 17 mai 2014 : Laurent Baffie, Jean-Marie Bigard, Patrick Sébastien, Eddy Mitchell, Fred Testot, Amelle Chahbi, Noom Diawara, Sylvie Testud, Virginie Hocq, Géraldine Nakache et Valery Giscard-d'Estaing (invité surprise).
- 7 juin 2014 : Spéciale Coupe du Monde Laurent Baffie, Michaël Youn, Pascal Obispo, Estelle Denis, Christine Bravo, François Berléand et Isabelle Mergault.
- 3 janvier 2015 : Laurent Baffie, Christophe Willem, Laurent Lafitte, Karine Le Marchand, Marina Carrère d'Encausse, Michel Cymes, Annie Cordy, Chantal Lauby et Jean-Paul Rouve.
- 13 février 2015 : Laurent Baffie, Jenifer, M. Pokora, Franck Dubosc, Kad Merad, Alessandra Sublet, Jean-Pierre Foucault, Michel Denisot et Jeff Panacloc.
- 20 mars 2015 : Rayane Bensetti, Gérard Jugnot, François Berléand, Jean-Luc Reichmann, Julien Lepers, Mathilda May, Thierry Beccaro et Virginie Efira.
- 10 avril 2015 : Laurent Ruquier, Chantal Ladesou, Philippe Geluck, Christophe Beaugrand, Denise Fabre, Vanessa Demouy, Kev Adams, Pierre-François Martin-Laval et Arnaud Ducret.
- 27 juin 2015 : Spéciale La Grande soirée des 20 ans présenté par Arthur et Nikos Aliagas avec Florence Foresti, Cyril Hanouna, Dany Boon, Élie Semoun, Isabelle Nanty, Michaël Youn, Gad Elmaleh, Pierre Palmade, Matt Pokora, Smaïn, Patrick Bosso, Jean-Marie Bigard, Pascal Obispo, Lara Fabian, Michel Boujenah, Enrico Macias, Florent Peyre, Titoff, Arnaud Tsamere, Laurent Baffie, Christophe Willem, Virginie Hocq, Philippe Lellouche, Vanessa Demouy, Anthony Kavanagh, Claudia Tagbo, Philippe Lelièvre, Hélène Ségara, Sandrine Quétier, Tex et Kendji Girac (invité surprise).
- 10 octobre 2015 : Karin Viard, Guillaume De Tonquedec, Dany Boon, Valérie Lemercier, Kev Adams, Jean-Paul Rouve, Michel Blanc, Patrick Bruel et Laurent Baffie.
- 26 décembre 2015 : Mimie Mathy, Garou, Michèle Laroque, Valérie Bonneton, Audrey Fleurot, Didier Bourdon, Michaël Youn, Laurent Baffie et Jeff Panacloc.
- 23 janvier 2016 : Omar Sy, Kad Merad, Pascal Obispo, Sandrine Kiberlain, Jean-Paul Rouve, Isabelle Nanty, Patrick Bosso, Kev Adams, Daniel Auteuil, Arnaud Tsamere, Julien Lepers.
- 5 avril 2016 : Spéciale Les Visiteurs 3 avec Christian Clavier, Jean Reno, Marie-Anne Chazel, Franck Dubosc, Ary Abittan, Karin Viard, Alex Lutz, Sylvie Testud et Frédérique Bel.

### France 2 (2017-)
Les dates en gras, signifie que l'émission est prévue pour un prime

#### 2017-2018
- 3 septembre 2017 : Vianney, Grégoire Ludig (du Palmashow), Chantal Ladesou
- 10 septembre 2017 : Denise Fabre, François-Xavier Demaison, Michel Boujenah, Bigflo et Oli
- 17 septembre 2017 : Pascal Obispo, Amelle Chahbi, Antoine Duléry, Thierry Lhermitte
- 24 septembre 2017 : Anne Roumanoff, Nolwenn Leroy, Richard Berry, Artus
- 1er octobre 2017 : Christophe Willem, Christophe Dechavanne, François Cluzet, François Berléand
- 8 octobre 2017 : Fabrice Éboué, Ramzy Bedia, Shy'm, Sophie Davant
- 15 octobre 2017 : Ary Abittan, Michel Fugain, Jean-Paul Gautier, Bérengère Krief, Sylvie Vartan
- 22 octobre 2017 : Laurent Boyer, Arnaud Ducret, Marilou Berry, Josiane Balasko
- 29 octobre 2017 : Danièle Gilbert, Guillaume de Tonquédec, Tarek Boudali, Philippe Lacheau, Amir
- 5 novembre 2017 : Claudia Tagbo, Kyan Khojandi, Julien Courbet, Sheila, Guest : Camille Lou
- 12 novembre 2017 : Charlotte Gabris, Roselyne Bachelot, Patrice Laffont, Keen'V, Manu Payet
- 19 novembre 2017 : Richard Anconina, Patrick Timsit, Laëtitia Milot, Marc-Olivier Fogiel, Patrick Fiori, Guest : Sloane, Patrick Hernandez, Léopold Nord et Vous
- 3 décembre 2017 : Louane, Dave, Lorànt Deutsch, Valérie Bonneton
- 10 décembre 2017 : Cyril Féraud, Marianne James, Élie Semoun, Mathieu Madénian
- 17 décembre 2017: Lorie, Véronique Jannot, Philippe Lellouche, Baptiste Lecaplain
- 28 décembre 2017 :  Jérôme Commandeur, Michèle Laroque, Gérard Jugnot, Isabelle Mergault, Jonathan Lambert, Iris Mittenaere, Michel Leeb, Christian Morin, Annie Pujol, Sophie Favier, Luna Parker, Marc Toesca, Évelyne Leclercq, Murray Head, Richard Sanderson et Dorothée
- 14 janvier 2018 : Claire Keim, Virginie Hocq, Julien Clerc, Fabrice
- 21 janvier 2018 : Michel Drucker, Issa Doumbia, Maëva Coucke, Mélanie Doutey
- 28 janvier 2018 : Marie-Ange Nardi, Slimane, Bruno Solo, Jeanfi Janssens
- 4 février 2018 : Nelson Monfort, Géraldine Nakache, Jean-Luc Reichmann, Dany Brillant
- 11 février 2018 : Vincent Dedienne, Nana Mouskouri, Sébastien Folin, Clémentine Célarié
- 4 mars 2018 : Camille Lellouche, Danièle Évenou, Laurent Bignolas & Gérard Holtz
- 11 mars 2018 : Faustine Bollaert,  Corneille, Yvan Attal, Melha Bedia
- 18 mars 2018 : Hélène Ségara, Pascal Légitimus, Benjamin Castaldi, Gaël Faure
- 25 mars 2018 : Louise Bourgoin, Catherine Ceylac, Agustín Galiana, Didier Bourdon
- 1er avril 2018 : Thierry Beccaro, Jérôme Commandeur, Marie-Laure Augry, PEF
- 8 avril 2018 : Bénabar, Barbara Schulz, Arié Elmaleh, Stéphane Plaza[20]
- 15 avril 2018 : Kev Adams, Mélanie Bernier, Helena Noguerra, Salvatore Adamo - Guest : Troupe des Parisiennes (Arielle Dombasle, Inna Modja, Mareva Galanter)[21]
- 22 avril 2018 : Charlotte de Turckheim, Estelle Denis, Alain Chamfort, Max Boublil - Guest : Madame Monsieur[22]
- 29 avril 2018 : Tal, Virginie Ledoyen, Michael Grégorio, André Manoukian[23]
- 26 mai 2018 : Kev Adams, Laurent Baffie, Michèle Bernier, Camille Chamoux, Séverine Ferrer, Charlotte Gabris, Doc Gynéco, Vincent Lagaf', Amanda Lear, Estelle Lefébure, Raphaël Mezrahi, Bernard Montiel, Patrick Poivre d'Arvor et Philippe Risoli

Depuis le 6 mai 2018, l'émission ne diffuse que des rediffusions en raison "de l'actualité sportive forte" le dimanche après-midi (Roland-Garros, Mondial de football 2018...)

#### 2018-2019
L'invité/les invités en italique est/sont l'invité/les invités fil(s) rouge(s) de l'émission
- 26 août 2018 : Jeff Panacloc et Jean-Marc, Artus, Cristiana Reali, Évelyne Dhéliat, MC Solaar
- 2 septembre 2018 : Stéphane Plaza, Florent Peyre, Jonathan Lambert, Agathe Lecaron, Richard Gotainer, Guy Carlier
- 9 septembre 2018 : Gérard Darmon, Richard Berry, Sabrina Ouazani, Vincent Desagnat, Zazie
- 16 septembre 2018 : Anne-Élisabeth Lemoine, Séverine Ferrer, Danièle Évenou, Kendji Girac, Norbert Tarayre et Fadily Camara
- 23 septembre 2018 : Jamel Debbouze, Kev Adams, Vanessa Guide et Marc Lavoine
- 30 septembre 2018 : Élie Semoun, Agustín Galiana, Caroline Vigneaux, Vincent Niclo, Alessandra Sublet et Ary Abittan
- 7 octobre 2018 : Laurent Baffie, Claudia Tagbo, Joyce Jonathan, Marianne James, Willy Rovelli et Jérémy Frérot
- 14 octobre 2018 (1 seule partie) : Gérard Jugnot, Isabelle Mergault, Stéphane De Groodt et Pascal Obispo
- 21 octobre 2018 (1 seule partie) : Marion Game, Énora Malagré, Philippe Manœuvre et Mathilda May
- 28 octobre 2018 : Émission hommage à Philippe Gildas
- 4 novembre 2018 : Muriel Robin, Florian Gazan, Alix Poisson, Guillermo Guiz, Chantal Ladesou, Pio Marmaï et Chris Marques
- 11 novembre 2018 : Olivier Minne, Iris Mittenaere, Fabrice Éboué, Gérémy Crédeville, Kim Wilde, Éric Antoine et Anny Duperey
- 18 novembre 2018 :…
- 25 novembre 2018 : best-of, puis Muriel Robin, Samuel Le Bihan et Clovis Cornillac
- 2 décembre 2018 : Pierre Niney, Marie-Claude Pietragalla, Frédéric Lopez, Vianney, Chantal Goya, Patrick Bosso et Soprano
- 9 décembre 2018 : Jean-Pierre Foucault, Sheila, Virginie Ledoyen et Claudio Capéo
- 16 décembre 2018 :Kad Merad, Jérôme Commandeur, Amanda Lear et Nolwenn Leroy
- 23 décembre 2018 : Liane Foly, Jérémy Ferrari, Louis Bertignac, Lambert Wilson, Gad Elmaleh, Philippe Lellouche et Daphné Bürki
- 30 décembre 2018 : Julien Courbet, Anne Roumanoff, Jonathan Cohen, Clara Morgane, Orlando, Bruno Salomone et Laurie Cholewa
- 6 janvier 2019 (Spéciale années 80) : Patrick Sabatier, Michel Leeb, Jacky, Caroline Loeb, Bernard Minet, Danièle Gilbert, Bernard Ménez, Sabine Paturel et Jakie Quartz
- 13 janvier 2019 : Sylvie Tellier, Vaimalama Chaves, Titoff, Jean-Michel Ribes, Zaz, Thierry Lhermitte et Christophe Beaugrand
- 20 janvier 2019 : Michèle Bernier, Isabelle Carré, Bernard Campan et David Hallyday
- 27 janvier 2019 : Jean-Luc Reichmann, Chantal Lauby, Frédérique Bel, Alex Ramirès, Claire Chazal, Ariane Massenet et Arielle Dombasle
- 3 février 2019 : Patrick Bruel, Philippe Lacheau, Tarek Boudali, Elsa Lunghini, Michèle Laroque et Pierre Arditi
- 10 février 2019 : Sophie Favier, Pierre Palmade, François-Xavier Demaison et Amelle Chahbi
- 17 février 2019 : Thomas Ngijol, Carole Rousseau, Corneille, Cauet, Arnaud Ducret, Bruno Guillon et Valérie Damidot
- 24 février 2019 : Vincent Lagaf', Emmanuel Moire, Franck Gastambide et Camille Lellouche
- 3 mars 2019 : Jean-Luc Lemoine, Sophia Aram, Jérôme Anthony, Vitaa, Stéphane Guillon, Gérard Hernandez et Nawell Madani
- 10 mars 2019 : Samuel Étienne, Véronic DiCaire, Karl Zéro et Patrick Fiori
- 17 mars 2019 : Catherine Laborde, Steevy Boulay, Waly Dia, Valérie Bénaïm, Marc Lavoine, Lara Fabian et Laurence Ferrari
- 24 mars 2019 : Michaël Youn, William Leymergie, Frédéric François, Anne Marivin, Hélène Ségara et Rayane Bensetti
- 31 mars 2019 : Sylvie Vartan, Michel Cymès, Noémie Lenoir et Kamel Ouali
- 7 avril 2019 : Franck Dubosc, Alexandra Lamy, Francis Huster, Helena Noguerra et Slimane
- 13 avril 2019 (Surprise Party) : Michel Drucker, Thierry Ardisson, Vaimalama Chaves, Laurent Fontaine, Bilal Hassani, Evelyne Thomas, Jean-Luc Lahaye, Olivier Baroux, Larusso et Alison Arngrim
- 14 avril 2019 : Lio, Denis Brogniart, Kev Adams, Cyril Féraud et Camille Lacourt
- 21 avril 2019 : Philippe Vandel, Fauve Hautot, François Feldman, Kyan Khojandi et Chimène Badi
- 28 avril 2019 : Roselyne Bachelot, Lorànt Deutsch, Tony Saint-Laurent, Agustin Galiana, Shy'm et Lorie Pester
- 5 mai 2019 : Karine Ferri, Bruno Salomone, Julie Piétri, Arnaud Gidoin et Nicole Calfan
- 12 mai 2019 : Natasha St-Pier, Jonathan Lambert, Nelson Monfort, Laury Thilleman et Arié Elmaleh
- 19 mai 2019 : Jeanne Mas, Amel Bent, Isabelle Morini-Bosc, Bruce Toussaint et Thomas Sotto
- 16 juin 2019 : Alexandre Devoise, Daphné Bürki, Lilian Renaud, Linda de Suza, Guillaume de Tonquédec et Clara Luciani
- 23 juin 2019 : Stéphane Collaro, Michel Boujenah, Maxime Le Forestier, Tina Kieffer et Frédéric Chau

#### 2019-2020
Les invités en italique sont les invités fil rouge de l'émission.
- 25 août 2019 (Spéciale Animateurs de France 2) : Michel Drucker, Hugo Clément, Thomas Isle, Maya Lauqué et Willy Rovelli
- 1er septembre 2019 : Ahmed Sylla, Valérie Mairesse, Yoann Riou, Jean-Luc Lemoine et Gil Alma
- 8 septembre 2019 : Slimane, Vitaa, Jacky, Audrey Fleurot, Didier Bourdon et Jean-Luc Azoulay
- 15 septembre 2019 : Dave, Muriel Robin, Manu Payet, Vincent Perrot et Nicole Croisille
- 22 septembre 2019 : Stéphane Bern, Alice Pol, Claudio Capéo, Cartman et Thibault de Montalembert
- 29 septembre : Olivier Minne, Cristina Cordula, Sandy Héribert, Mélanie Doutey, Inès Reg, Laury Thilleman, Jean-Michel Ribes et Gwendal Marimoutou
- 13 octobre : Virginie Lemoine, Malik Bentalha, Charles Berling, Jean-Pierre Darroussin, Jarry et Samantha Fox
- 20 octobre (Spéciale Météo) : Laurent Cabrol, Nathalie Rihouet, Alison Wheeler, Marine Vignes, Laurent Romejko et Alex Goude
- 27 octobre : Marc Lavoine, Véronique Genest, Georges Beller, Lââm et Elsa Esnoult
- 3 novembre : Énora Malagré, Ariane Massenet, Régis Laspalès, Agustin Galiana et Black M
- 10 novembre : Clémentine Célarié, Anne Roumanoff, Artus, Valéry Zeitoun, Camille Lellouche et Marc-Antoine Le Bret
- 17 novembre : Thierry Lhermitte, Patrice Leconte, Chimène Badi, Mathieu Madénian, Carla Lazzari, Angelina Nava, Bruno Moynot et André Manoukian
- 24 novembre : Marina Carrère d'Encausse, Jeanfi Janssens, James Blunt, Messmer, Maëlle et Florent Pagny
- 1er décembre : Estelle Lefébure, Garou, Patrick Bruel, Michel Blanc et Hakim Jemili
- 8 décembre : Sonia Rolland, Vincent Niclo, Jeff Panacloc, Christophe Michalak, Natacha Amal et Pascal Légitimus
- 15 décembre (Spéciale Canada) : Véronic DiCaire, Robert Charlebois, Roch Voisine, Isabelle Boulay et K. Maro
- 22 décembre : Laurent Baffie, Rika Zaraï, Michaël Youn, Sylvie Testud, Andréas Pérez-Ursulet et Thierry Moreau
- 29 décembre : Jean-Luc Lemoine, Chantal Lauby, Camille Chamoux, Max Boublil, Clémence Botino, Clovis Cornillac, Marie-Sophie Lacarrau, et Dadju
- 5 janvier 2020 (Spéciale Jeux TV) : Bruno Guillon, Philippe Risoli, Patrice Laffont, Évelyne Leclercq, Marie-Ange Nardi, Bertrand Renard, Arielle Boulin-Prat, Jean-Pierre Descombes et Sidonie Bonnec
- 12 janvier 2020 : Amelle Chahbi, Stéphane de Groodt, Francis Lalanne, Fred Testot, Karl Zéro et Manu Payet
- 19 janvier 2020 : Josiane Balasko, Yves Rénier, François Berléand, Sabrina Ouazani et Olivier de Benoist
- 26 janvier 2020 (Spéciale Animaux) : PEF, Valérie Karsenti, Sophie Davant, Tom Villa, Mathilda May, Jacques Gourier et Bérengère Krief
- 2 février 2020 : Elie Semoun, Charlotte Gabris, Bruno Solo, Sophie Darel, Sylvie Tellier, Lucien Jean-Baptiste et le casting de Ducobu 3
- 9 février 2020 (Spéciale Saint-Valentin) : Lorie Pester, Catherine Lara, Philippe Candeloro, Sandrine Quétier et Damien Sargue
- 16 février 2020 : Aure Atika, Arnaud Ducret, Jean-Louis Aubert, Mélanie Bernier, Véronique de Villèle et Bruno Salomone
- 23 février 2020 (Spéciale Cérémonies): Jean-Luc Reichmann, Elisa Tovati, Florent Peyre, Pierre Palmade et Grégory Fitoussi
- 1er mars 2020 : Julie Zenatti, Jérôme Anthony, Gérard Lanvin, Olivier Marchal, Didier Barbelivien et Waly Dia
- 8 mars 2020 : Agathe Lecaron, Daniela Lumbroso, Francis Huster, Baptiste Giabiconi et Stéfi Celma
- 22 mars 2020 : François-Xavier Demaison, Régine, Eve Angeli, Michaël Youn, Melha Bedia et Grégory Montel
- 24 mai 2020 : Laury Thilleman, Juan Arbelaez, Willy Rovelli, Nawell Madani et Gil Alma
- 31 mai 2020 : Chimène Badi, Cartman, Roselyne Bachelot, Olivier de Benoist et Vaimalama Chaves
- 7 juin 2020 : Sheila, Smaïn, Yvan Le Bolloc'h, Tony Saint Laurent et Cali
- 14 juin 2020 : Christine Bravo, Jeanfi Janssens, Allain Bougrain-Dubourg, Hugo Clément et Thomas Dutronc
- 21 juin 2020 : Arielle Dombasle, Elie Semoun, Pierre-Jean Chalençon, Bob Sinclar et Camille Chamoux
- 5 juillet 2020 : Claudio Capéo, Danièle Gilbert, Yoann Riou, Carla et Frédérique Bel
- 12 juillet 2020 : Caroline Diament, Christophe Beaugrand, Valérie Maurice, Jean-Michel Aphatie et Alice Pol
- 19 juillet 2020 : Jean-Pierre Castaldi, Elsa Zylberstein, Christelle Chollet, Lucien Jean-Baptiste et Michaël Youn

#### 2020-2021
Les invités en italique sont les invités fil rouge de l'émission.
- 30 août 2020 : Agustín Galiana, Richard Berry, Nicoletta, Natasha St-Pier et Grégory Fitoussi
- 6 septembre 2020 : Hugues Aufray, Virginie Hocq, François Berléand, Jean-Michel Cohen et Lola Dubini
- 13 septembre 2020 : Florent Peyre, Hélène Rollès, Patrick Puydebat, David Douillet et Louis Chédid
- 11 octobre 2020 : Patrick Fiori, Julie Arnold, Jean-Baptiste Guégan, Caroline Vigneaux et Vincent Dedienne
- 18 octobre 2020 : Liliane Rovère, Plastic Bertrand, Tarek Boudali, Dominique Besnehard et Thibault de Montalembert
- 25 octobre 2020 : Apolline de Malherbe, Pascale de La Tour du Pin, Paul Amar, Patrick Poivre d'Arvor et Samuel Étienne
- 1er novembre 2020 : Michel Boujenah, Malika Ménard, Nathalie Simon, Arnaud Tsamère et Willy Rovelli
- 8 novembre 2020 : Guy Marchand, Lorie Pester, Vianney, Alex Ramirès et Paul El Kharrat
- 15 novembre 2020 : Dani, Gérard Holtz, Carla Bruni, Tristan Lopin et Tom Villa

## Audiences

### Après-Midi France 2
Légende :
En fond vert  = Les plus hauts chiffres d'audiences/PDA
En fond rouge = Les plus bas chiffres d'audiences/PDA

#### Inédit
| Émission             | Jour et horaire de diffusion                     | Invités | Audience moyenne          | Audience moyenne     | Réf.                 |
| Émission             | Jour et horaire de diffusion                     | Invités | Nombre de téléspectateurs | PDM                  | Réf.                 |
| Saison 1 (2017/2018) | Saison 1 (2017/2018)                             | Saison 1 (2017/2018) | Saison 1 (2017/2018)      | Saison 1 (2017/2018) | Saison 1 (2017/2018) |
| -------------------- | ------------------------------------------------ | --- | ------------------------- | -------------------- | -------------------- |
| 1                    | Dimanche 3 septembre 2017 de 14 h 20 à 15 h 40   | Vianney, Chantal Ladesou, Grégoire Ludig | 1 420 000                 | 11,3 %               | [ 26 ]               |
| 2                    | Dimanche 10 septembre 2017 de 14 h 20 à 15 h 40  | Denise Fabre, François-Xavier Demaison, Michel Boujenah, Bigflo et Oli                                                                                             | 1 260 000                 | 9,9 %                | [ 27 ]               |
| 3                    | Dimanche 17 septembre 2017 de 14 h 20 à 15 h 40  | Thierry Lhermitte, Pascal Obispo, Amelle Chahbi, Antoine Duléry | 1 270 000                 | 9,9 %                | [ 28 ]               |
| 4                    | Dimanche 24 septembre 2017 de 14 h 20 à 15 h 40  | Anne Roumanoff, Artus, Richard Berry, Nolwenn Leroy | 1 120 000                 | 10,4 %               | [ 29 ]               |
| 5                    | Dimanche 1er octobre 2017 de 14 h 20 à 15 h 40   | Christophe Willem, Christophe Dechavanne, François Cluzet, François Berléand                                                                                       | 1 420 000                 | 11,6 %               | [ 30 ]               |
| 6                    | Dimanche 8 octobre 2017 de 14 h 20 à 15 h 40     | Fabrice Éboué, Ramzy Bedia, Shy'm, Sophie Davant | 1 330 000                 | 10,7 %               | [ 31 ]               |
| 7                    | Dimanche 15 octobre 2017 de 14 h 20 à 15 h 40    | Bérengère Krief, Sylvie Vartan, Ary Abittan, Jean-Paul Gautier, Michel Fugain                                                                                      | 1 040 000                 | 10,1 %               | [ 32 ]               |
| 8                    | Dimanche 22 octobre 2017 de 14 h 20 à 15 h 40    | Marilou Berry, Josiane Balasko, Arnaud Ducret, Laurent Boyer | 1 470 000                 | 11,5 %               | [ 33 ]               |
| 9                    | Dimanche 29 octobre 2017 de 14 h 20 à 15 h 40    | Guillaume de Tonquédec, Amir, Tarek Boudali, Philippe Lacheau, Danièle Gilbert                                                                                     | 1 330 000                 | 10,6 %               | [ 34 ]               |
| 10                   | Dimanche 5 novembre 2017 de 14 h 20 à 15 h 40    | Julien Courbet, Claudia Tagbo, Sheila, Kyan Khojandi | 1 600 000                 | 11,8 %               | [ 35 ]               |
| 11                   | Dimanche 12 novembre 2017 de 14 h 20 à 15 h 40   | Keen'V, Charlotte Gabris, Patrice Laffont, Manu Payet, Roselyne Bachelot                                                                                           | 1 360 000                 | 10 %                 | [ 36 ]               |
| 12                   | Dimanche 19 novembre 2017 de 14 h 20 à 15 h 40   | Richard Anconina, Patrick Timsit, Marc-Olivier Fogiel, Laëtitia Milot, Patrick Fiori                                                                               | 1 300 000                 | 10 %                 | [ 37 ]               |
| 13                   | Dimanche 3 décembre 2017 de 14 h 20 à 15 h 40    | Louane, Dave, Valérie Bonneton, Lorànt Deutsch | 1 540 000                 | 11,3 %               | [ 38 ]               |
| 14                   | Dimanche 10 décembre 2017 de 14 h 20 à 15 h 40   | Élie Semoun, Mathieu Madénian, Cyril Féraud, Marianne James | 1 520 000                 | 10,4 %               | [ 39 ]               |
| 15                   | Dimanche 17 décembre 2017 de 14 h 20 à 15 h 40   | Philippe Lellouche, Véronique Jannot, Baptiste Lecaplain, Lorie Pester                                                                                             | 1 360 000                 | 10,2 %               | [ 40 ]               |
| 16                   | Dimanche 14 janvier 2018 de 14 h 20 à 15 h 40    | Fabrice, Julien Clerc, Virginie Hocq, Claire Keim | 1 580 000                 | 11,9 %               | [ 41 ]               |
| 17                   | Dimanche 21 janvier 2018 de 14 h 20 à 15 h 40    | Issa Doumbia, Michel Drucker, Maëva Coucke, Mélanie Doutey | 1 540 000                 | 10,9 %               | [ 42 ]               |
| 18                   | Dimanche 28 janvier 2018 de 14 h 20 à 15 h 40    | Slimane, Marie-Ange Nardi, Bruno Solo, Jeanfi Janssens | 1 360 000                 | 10,8 %               | [ 43 ]               |
| 19                   | Dimanche 4 février 2018 de 14 h 20 à 15 h 40     | Nelson Monfort, Géraldine Nakache, Jean-Luc Reichmann, Dany Brillant                                                                                               | 1 390 000                 | 11 %                 | [ 44 ]               |
| 20                   | Dimanche 11 février 2018 de 14 h 20 à 15 h 40    | Sébastien Folin, Clémentine Célarié, Nana Mouskouri, Vincent Dedienne                                                                                              | 1 620 000                 | 11,1 %               | [ 45 ]               |
| 21                   | Dimanche 4 mars 2018 de 14 h 20 à 15 h 40        | Camille Lellouche, Danièle Évenou, Laurent Bignolas & Gérard Holtz                                                                                                 | 1 500 000                 | 12%                  | [ 46 ]               |
| 22                   | Dimanche 11 mars 2018 de 14 h 20 à 15 h 40       | Yvan Attal, Faustine Bollaert, Corneille, Melha Bedia | 1 240 000                 | 9,6 %                | [ 47 ]               |
| 23                   | Dimanche 18 mars 2018 de 14 h 20 à 15 h 40       | Hélène Ségara, Pascal Légitimus, Benjamin Castaldi, Gaël Faure | 1 260 000                 | 9.2%                 | [ 48 ]               |
| 24                   | Dimanche 25 mars 2018 de 14 h 20 à 15 h 40       | Louise Bourgoin, Agustín Galiana, Didier Bourdon, Catherine Ceylac                                                                                                 | 1 320 000                 | 10.3%                | [ 49 ]               |
| 25                   | Dimanche 1er avril 2018 de 14 h 20 à 15 h 40     | Thierry Beccaro, Jérôme Commandeur, Marie-Laure Augry, Pierre-François Martin-Laval                                                                                | 1 030 000                 | 10,4 %               | [ 50 ]               |
| 26                   | Dimanche 8 avril 2018 de 14 h 20 à 15 h 40       | Bénabar, Barbara Schulz, Arié Elmaleh, Stéphane Plaza | 1 140 000                 | 9,1 %                | [ 51 ]               |
| 27                   | Dimanche 15 avril 2018 de 14 h 20 à 15 h 40      | Kev Adams, Mélanie Bernier, Helena Noguerra, Salvatore Adamo | 1 240 000                 | 12,1 %               | [ 52 ]               |
| 28                   | Dimanche 22 avril 2018 de 14 h 20 à 15 h 40      | Charlotte de Turckheim, Estelle Denis, Alain Chamfort, Max Boublil                                                                                                 | 965 000                   | 10,7 %               | [ 53 ]               |
| 29                   | Dimanche 29 avril 2018 de 14 h 20 à 15 h 40      | Tal, Virginie Ledoyen, Michaël Gregorio, André Manoukian | 1 250 000                 | 9,8 %                | [ 54 ]               |
| Moyenne de la saison | Moyenne de la saison                             | Moyenne de la saison | 1 337 000                 | 10,6 %               |                      |
| Saison 2 (2018/2019) |                                                  | |                           |                      |                      |
| 1                    | Dimanche 26 août 2018 de 18 h 5 à 19 h 50        | Jeff Panacloc, Cristiana Reali, Artus, MC Solaar, Évelyne Dhéliat                                                                                                  | 1 036 000                 | 8,1 %                | [ 55 ]               |
| 2                    | Dimanche 2 septembre 2018 de 18 h 5 à 19 h 50    | Stéphane Plaza, Jonathan Lambert, Florent Peyre, Richard Gotainer, Agathe Lecaron, Guy Carlier                                                                     | 1 089 000                 | 8,1 %                | [ 56 ]               |
| 3                    | Dimanche 9 septembre 2018 de 18 h 5 à 19 h 50    | Gérard Darmon, Richard Berry, Sabrina Ouazani, Vincent Desagnat, Zazie                                                                                             | 1 007 000                 | 7,7 %                | [ 57 ]               |
| 4                    | Dimanche 16 septembre 2018 de 18 h 5 à 19 h 50   | Anne-Élisabeth Lemoine, Séverine Ferrer, Danièle Évenou, Kendji Girac, Norbert Tarayre et Fadily Camara                                                            | 1 145 000                 | 8,3 %                | [ 58 ]               |
| 5                    | Dimanche 23 septembre 2018 de 18 h 5 à 19 h 50   | Jamel Debbouze, Kev Adams, Vanessa Guide et Marc Lavoine | 1 587 000                 | 9,4 %                | [ 59 ]               |
| 6                    | Dimanche 30 septembre 2018 de 18 h 5 à 19 h 50   | Élie Semoun, Agustín Galiana, Caroline Vigneaux, Vincent Niclo, Alessandra Sublet et Ary Abittan                                                                   | 1 816 000                 | 10,1 %               | [ 60 ]               |
| 7                    | Dimanche 7 octobre 2018 de 18 h 5 à 19 h 50      | Laurent Baffie, Claudia Tagbo, Joyce Jonathan, Marianne James, Willy Rovelli et Jérémy Frérot                                                                      | 1 862 000                 | 9,7 %                | [ 61 ]               |
| 8                    | Dimanche 14 octobre 2018 de 18 h 55 à 19 h 50    | Isabelle Mergault, Gérard Jugnot, Stéphane De Groodt et Pascal Obispo                                                                                              | 1 504 000                 | 8,9 %                | [ 62 ]               |
| 9                    | Dimanche 21 octobre 2018 de 18 h 55 à 19 h 50    | Énora Malagré, Marion Game, Philippe Manœuvre et Mathilda May | 1 373 000                 | 8,2 %                | [ 63 ]               |
| 10                   | Dimanche 28 octobre 2018 de 18 h 0 à 19 h 50     | Émission hommage à Philippe Gildas | 2 120 000                 | 10,1 %               | [ 64 ]               |
| 11                   | Dimanche 4 novembre 2018 de 18 h 0 à 19 h 50     | Muriel Robin, Alix Poisson, Guillermo Guiz, Florian Gazan, Chantal Ladesou, Pio Marmaï et Chris Marques                                                            | 2 120 000                 | 10 %                 | [ 65 ]               |
| 12                   | Dimanche 11 novembre 2018 de 18 h 0 à 19 h 50    | Olivier Minne, Iris Mittenaere, Fabrice Éboué, Gérémy Crédeville, Kim Wilde, Éric Antoine et Anny Duperey                                                          | 1 733 000                 | 8,4%                 | [ 66 ]               |
| 13                   | Dimanche 18 novembre 2018 de 18 h 0 à 19 h 50    | Jenifer, Philippe Geluck, David Ginola, Jean-Paul Gaultier, Ludivine Sagnier, José Garcia                                                                          | 1 836 000                 | 8,7 %                | [ 67 ]               |
| 14                   | Dimanche 25 novembre 2018 de 18 h 0 à 19 h 50    | Best-of | 1 836 000                 | 8,7 %                | [ 68 ]               |
| 15                   | Dimanche 2 décembre 2018 de 18 h 0 à 19 h 50     | Pierre Niney, Marie-Claude Pietragalla, Frédéric Lopez, Vianney, Chantal Goya, Patrick Bosso et Soprano                                                            | 1 946 000                 | 9 %                  | [ 69 ]               |
| 16                   | Dimanche 9 décembre 2018 de 18 h 0 à 19 h 50     | Jean-Pierre Foucault, Sheila, Virginie Ledoyen et Claudio Capéo | 1 720 000                 | 8,6 %                | [ 70 ]               |
| 17                   | Dimanche 16 décembre 2018 de 18 h 0 à 19 h 50    | Kad Merad, Jérôme Commandeur, Amanda Lear et Nolwenn Leroy | 1 786 000                 | 8,1 %                | [ 71 ]               |
| 18                   | Dimanche 23 décembre 2018 de 18 h 0 à 19 h 50    | Liane Foly, Jérémy Ferrari, Louis Bertignac, Lambert Wilson, Gad Elmaleh, Philippe Lellouche et Daphné Bürki                                                       | 2 010 000                 | 10,8 %               | [ 72 ]               |
| 19                   | Dimanche 30 décembre 2018 de 18 h 0 à 19 h 50    | Julien Courbet, Anne Roumanoff, Jonathan Cohen, Clara Morgane, Orlando, Bruno Salomone et Laurie Cholewa                                                           | 2 222 000                 | 11,5 %               | [ 73 ]               |
| 20                   | Dimanche 6 janvier 2019 de 18 h 0 à 19 h 50      | Patrick Sabatier, Caroline Loeb, Michel Leeb, Jacky, Bernard Minet, Danièle Gilbert, Bernard Ménez, Sabine Paturel et Jakie Quartz                                 | 2 447 000                 | 11,7 %               | [ 74 ]               |
| 21                   | Dimanche 13 janvier 2019 de 18 h 0 à 19 h 50     | Sylvie Tellier, Vaimalama Chaves, Titoff, Jean-Michel Ribes, Zaz, Thierry Lhermitte et Christophe Beaugrand                                                        | 2 401 000                 | 11,5 %               | [ 75 ]               |
| 22                   | Dimanche 20 janvier 2019 de 18 h 50 à 19 h 50    | Michèle Bernier, Isabelle Carré, Bernard Campan et David Hallyday                                                                                                  | 2 066 000                 | 9,8 %                | [ 76 ]               |
| 23                   | Dimanche 27 janvier 2019 de 18 h 10 à 19 h 50    | Jean-Luc Reichmann, Chantal Lauby, Frédérique Bel, Alex Ramirès, Claire Chazal, Ariane Massenet et Arielle Dombasle                                                | 2 260 000                 | 10,7 %               | [ 77 ]               |
| 24                   | Dimanche 3 février 2019 de 18 h 10 à 19 h 50     | Patrick Bruel, Philippe Lacheau, Tarek Boudali, Elsa Lunghini, Michèle Laroque et Pierre Arditi                                                                    | 2 500 000                 | 12 %                 | [ 78 ]               |
| 25                   | Dimanche 10 février 2019 de 18 h 45 à 19 h 50    | Sophie Favier, Pierre Palmade, François-Xavier Demaison et Amelle Chahbi                                                                                           | 2 358 000                 | 11,2 %               | [ 79 ]               |
| 26                   | Dimanche 17 février 2019 de 18 h 10 à 19 h 50    | Thomas Ngijol, Carole Rousseau, Corneille, Cauet, Arnaud Ducret, Bruno Guillon et Valérie Damidot                                                                  | 2 036 000                 | 10,3 %               | [ 80 ]               |
| 27                   | Dimanche 24 février 2019 de 18 h 45 à 19 h 50    | Vincent Lagaf', Emmanuel Moire, Franck Gastambide et Camille Lellouche                                                                                             | 1 894 000                 | 9,8 %                | [ 81 ]               |
| 28                   | Dimanche 3 mars 2019 de 18 h 10 à 19 h 50        | Jean-Luc Lemoine, Sophia Aram, Jérôme Anthony, Vitaa, Stéphane Guillon, Gérard Hernandez et Nawell Madani                                                          | 1 800 000                 | 9,4 %                | [ 82 ]               |
| 29                   | Dimanche 10 mars 2019 de 18 h 45 à 19 h 50       | Samuel Étienne, Véronic DiCaire, Karl Zéro et Patrick Fiori | 2 319 000                 | 11,5 %               | [ 83 ]               |
| 30                   | Dimanche 17 mars 2019 de 18 h 10 à 19 h 50       | Catherine Laborde, Waly Dia, Steevy Boulay, Valérie Bénaïm, Lara Fabian, Marc Lavoine et Laurence Ferrari                                                          | 2 077 000                 | 10,2 %               | [ 84 ]               |
| 31                   | Dimanche 24 mars 2019 de 18 h 10 à 19 h 50       | Michaël Youn, William Leymergie, Frédéric François, Anne Marivin, Hélène Ségara et Rayane Bensetti                                                                 | 2 110 000                 | 11,3 %               | [ 85 ]               |
| 32                   | Dimanche 31 mars 2019 de 18 h 45 à 19 h 50       | Sylvie Vartan, Michel Cymès, Noémie Lenoir et Kamel Ouali | 1 865 000                 | 11,2 %               | [ 86 ]               |
| 33                   | Dimanche 7 avril 2019 de 18 h 10 à 19 h 50       | Franck Dubosc, Alexandra Lamy, Francis Huster, Helena Noguerra et Slimane                                                                                          | 1 894 000                 | 10,5 %               | [ 87 ]               |
| 34                   | Dimanche 14 avril 2019 de 18 h 10 à 19 h 50      | Lio, Denis Brogniart, Kev Adams, Cyril Féraud et Camille Lacourt                                                                                                   | 1 860 000                 | 10,5 %               | [ 88 ]               |
| 35                   | Dimanche 21 avril 2019 de 18 h 35 à 19 h 50      | Philippe Vandel, Fauve Hautot, Kyan Khojandi, François Feldman et Chimène Badi                                                                                     | 1 333 000                 | 9,4 %                | [ 89 ]               |
| 36                   | Dimanche 28 avril 2019 de 18 h 35 à 19 h 50      | Roselyne Bachelot, Lorànt Deutsch, Tony Saint-Laurent, Agustin Galiana, Shy'm et Lorie Pester                                                                      | 1 997 000                 | 10,8 %               | [ 90 ]               |
| 37                   | Dimanche 5 mai 2019 de 18 h 35 à 19 h 50         | Karine Ferri, Bruno Salomone, Arnaud Gidoin, Julie Piétri et Nicole Calfan                                                                                         | 1 900 000                 | 10,4 %               | [ 91 ]               |
| 38                   | Dimanche 12 mai 2019 de 18 h 35 à 19 h 50        | Natasha St-Pier, Jonathan Lambert, Nelson Monfort, Laury Thilleman et Arié Elmaleh                                                                                 | 1 876 000                 | 10,7 %               | [ 92 ]               |
| 39                   | Dimanche 19 mai 2019 de 18 h 35 à 19 h 50        | Jeanne Mas, Amel Bent, Isabelle Morini-Bosc, Bruce Toussaint et Thomas Sotto                                                                                       | 2 121 000                 | 11,4 %               | [ 93 ]               |
| 40                   | Dimanche 16 juin 2019 de 18 h 40 à 19 h 50       | Alexandre Devoise, Daphné Bürki, Lilian Renaud, Linda de Suza, Guillaume de Tonquédec et Clara Luciani                                                             | 1 482 000                 | 10,4 %               | [ 94 ]               |
| 41                   | Dimanche 23 juin 2019 de 18 h 40 à 19 h 50       | Stéphane Collaro, Michel Boujenah, Maxime Le Forestier, Tina Kieffer et Frédéric Chau                                                                              | 1 744 000                 | 11,9 %               |                      |
| Moyenne de la saison | Moyenne de la saison                             | Moyenne de la saison | 1 856 000                 | 10 %                 |                      |
| Saison 3 (2019/2020) |                                                  | |                           |                      |                      |
| 1                    | Dimanche 25 août 2019 de 18 h 40 à 19 h 50       | Michel Drucker, Hugo Clément, Thomas Isle, Maya Lauqué et Willy Rovelli                                                                                            | 1 345 000                 | 10,5 %               | [ 95 ]               |
| 2                    | Dimanche 1er septembre 2019 de 18 h 40 à 19 h 50 | Ahmed Sylla, Valérie Mairesse, Yoann Riou, Jean-Luc Lemoine et Gil Alma                                                                                            | 1 724 000                 | 10,5 %               | [ 96 ]               |
| 3                    | Dimanche 8 septembre 2019 de 18 h 40 à 19 h 50   | Slimane, Vitaa, Jacky, Audrey Fleurot, Didier Bourdon et Jean-Luc Azoulay + Pierce Brosnan (séquence du Télé-choix)                                                | 2 041 000                 | 12,1 %               | [ 97 ]               |
| 4                    | Dimanche 15 septembre 2019 de 18 h 40 à 19 h 50  | Dave, Muriel Robin, Manu Payet, Vincent Perrot, Nicole Croisille                                                                                                   | 1 931 000                 | 12,3 %               | [ 98 ]               |
| 5                    | Dimanche 22 septembre 2019 de 18 h 40 à 19 h 50  | Stéphane Bern, Alice Pol, Claudio Capéo, Cartman et Thibault de Montalembert                                                                                       | 2 190 000                 | 11,6 %               | [ 99 ]               |
| 6                    | Dimanche 29 septembre 2019 de 18 h 40 à 19 h 50  | Olivier Minne, Cristina Cordula, Sandy Héribert, Mélanie Doutey, Inès Reg, Laury Thilleman, Jean-Michel Ribes et Gwendal Marimoutou                                | 1 899 000                 | 10,1 %               | [ 100 ]              |
| 7                    | Dimanche 13 octobre 2019 de 18 h 40 à 19 h 50    | Virginie Lemoine, Malik Bentalha, Charles Berling, Jean-Pierre Darroussin, Jarry et Samantha Fox                                                                   | 2 025 000                 | 10,8 %               | [ 101 ]              |
| 8                    | Dimanche 20 octobre 2019 de 18 h 40 à 19 h 50    | Laurent Cabrol, Nathalie Rihouet, Alison Wheeler, Marine Vignes, Laurent Romejko et Alex Goude + Sting (séquence du Télé-choix)                                    | 2 460 000                 | 12,8 %               | [ 102 ]              |
| 9                    | Dimanche 27 octobre 2019 de 18 h 40 à 19 h 50    | Marc Lavoine, Véronique Genest, Georges Beller, Lââm et Elsa Esnoult                                                                                               | 2 140 000                 | 10,8 %               | [ 103 ]              |
| 10                   | Dimanche 3 novembre 2019 de 18 h 40 à 19 h 50    | Énora Malagré, Ariane Massenet, Régis Laspalès, Agustin Galiana et Black M                                                                                         | 2 304 000                 | 10,9 %               | [ 104 ]              |
| 11                   | Dimanche 10 novembre 2019 de 18 h 40 à 19 h 50   | Clémentine Célarié, Anne Roumanoff, Artus, Valéry Zeitoun, Camille Lellouche et Marc-Antoine Le Bret                                                               | 2 374 000                 | 12,5 %               | [ 105 ]              |
| 12                   | Dimanche 17 novembre 2019 de 18 h 40 à 19 h 50   | Thierry Lhermitte, Patrice Leconte, Chimène Badi, Mathieu Madénian, Carla Lazzari, Angelina Nava, Bruno Moynot et André Manoukian                                  | 2 451 000                 | 11,7 %               | [ 106 ]              |
| 13                   | Dimanche 24 novembre 2019 de 18 h 40 à 19 h 50   | Marina Carrère d'Encausse, Jeanfi Janssens, James Blunt, Messmer, Maëlle et Florent Pagny                                                                          | 2 396 000                 | 11,5 %               | [ 107 ]              |
| 14                   | Dimanche 1er décembre 2019 de 18 h 40 à 19 h 50  | Estelle Lefébure, Garou, Patrick Bruel, Michel Blanc et Hakim Jemili                                                                                               | 2 915 000                 | 13,8 %               | [ 108 ]              |
| 15                   | Dimanche 8 décembre 2019 de 18 h 40 à 19 h 50    | Sonia Rolland, Vincent Niclo, Jeff Panacloc, Christophe Michalak, Natacha Amal et Pascal Légitimus                                                                 | 2 643 000                 | 12,6 %               | [ 109 ]              |
| 16                   | Dimanche 15 décembre 2019 de 18 h 40 à 19 h 50   | Véronic DiCaire, Robert Charlebois, Roch Voisine, Isabelle Boulay et K. Maro                                                                                       | 2 536 000                 | 11,8 %               | [ 110 ]              |
| 17                   | Dimanche 22 décembre 2019 de 18 h 40 à 19 h 50   | Laurent Baffie, Rika Zaraï, Michaël Youn, Sylvie Testud, Andreas Perez-Ursulet et Thierry Moreau                                                                   | 1 859 000                 | 10,6 %               | [ 111 ]              |
| 18                   | Dimanche 29 décembre 2019 de 18 h 40 à 19 h 50   | Jean-Luc Lemoine, Chantal Lauby, Camille Chamoux, Max Boublil, Clémence Botino, Clovis Cornillac, Marie-Sophie Lacarrau, et Dadju                                  | 2 180 000                 | 11,2 %               | [ 112 ]              |
| 19                   | Dimanche 5 janvier 2020 de 18 h 40 à 19 h 50     | Bruno Guillon, Philippe Risoli, Patrice Laffont, Évelyne Leclercq, Marie-Ange Nardi, Bertrand Renard, Arielle Boulin-Prat, Jean-Pierre Descombes et Sidonie Bonnec | 2 821 000                 | 13,3 %               | [ 113 ]              |
| 20                   | Dimanche 12 janvier 2020 de 18 h 40 à 19 h 50    | Amelle Chahbi, Stéphane de Groodt, Francis Lalanne, Fred Testot, Karl Zéro et Manu Payet                                                                           | 2 237 000                 | 10,9 %               | [ 114 ]              |
| 21                   | Dimanche 19 janvier 2020 de 18 h 40 à 19 h 50    | Josiane Balasko, Yves Rénier, François Berléand, Sabrina Ouazani et Olivier de Benoist                                                                             | 2 471 000                 | 12,3 %               | [ 115 ]              |
| 22                   | Dimanche 26 janvier 2020 de 18 h 40 à 19 h 50    | PEF, Valérie Karsenti, Sophie Davant, Tom Villa, Mathilda May, Jacques Gourier et Bérengère Krief                                                                  | 2 400 000                 | 11,8 %               | [ 116 ]              |
| 23                   | Dimanche 2 février 2020 de 18 h 40 à 19 h 50     | Elie Semoun, Charlotte Gabris, Bruno Solo, Sophie Darel, Sylvie Tellier, Lucien Jean-Baptiste et le casting de Ducobu 3                                            | 2 644 000                 | 13,2 %               | [ 117 ]              |
| 24                   | Dimanche 9 février 2020 de 18 h 40 à 19 h 50     | Lorie Pester, Catherine Lara, Philippe Candeloro, Sandrine Quétier et Damien Sargue                                                                                | 2 594 000                 | 12,5 %               | [ 118 ]              |
| 25                   | Dimanche 16 février 2020 de 18 h 40 à 19 h 50    | Aure Atika, Arnaud Ducret, Jean-Louis Aubert, Mélanie Bernier, Véronique de Villèle et Bruno Salomone                                                              | 2 480 000                 | 12,5 %               | [ 119 ]              |
| 26                   | Dimanche 23 février 2020 de 18 h 40 à 19 h 50    | Jean-Luc Reichmann, Elisa Tovati, Florent Peyre, Pierre Palmade et Grégory Fitoussi                                                                                | 2 254 000                 | 11,9 %               | [ 120 ]              |
| 27                   | Dimanche 1er mars 2020 de 18 h 40 à 19 h 50      | Julie Zenatti, Jérôme Anthony, Gérard Lanvin, Olivier Marchal, Didier Barbelivien et Waly Dia                                                                      | 2 460 000                 | 12,3 %               | [ 121 ]              |
| 28                   | Dimanche 8 mars 2020 de 18 h 40 à 19 h 50        | Agathe Lecaron, Daniela Lumbroso, Francis Huster, Baptiste Giabiconi et Stéfi Celma                                                                                | 2 533 000                 | 12,5 %               | [ 122 ]              |
| 29                   | Dimanche 22 mars 2020 de 18 h 40 à 19 h 50       | François-Xavier Demaison, Régine, Eve Angeli, Michaël Youn, Melha Bedia et Grégory Montel                                                                          | 2 072 000                 | 11,1 %               | [ 123 ]              |
| 30                   | Dimanche 24 mai 2020 de 18 h 40 à 19 h 50        | Laury Thilleman, Juan Arbelaez, Willy Rovelli, Nawell Madani et Gil Alma                                                                                           | 2 264 000                 | 13 %                 | [ 124 ]              |
| 31                   | Dimanche 31 mai 2020 de 18 h 40 à 19 h 50        | Chimène Badi, Cartman, Roselyne Bachelot, Olivier de Benoist et Vaimalama Chaves                                                                                   | 1 906 000                 | 12,5 %               | [ 125 ]              |
| 32                   | Dimanche 7 juin 2020 de 18 h 40 à 19 h 50        | Sheila, Smaïn, Yvan Le Bolloc'h, Tony Saint Laurent et Cali | 2 133 000                 | 12,1 %               | [ 126 ]              |
| 33                   | Dimanche 14 juin 2020 de 18 h 40 à 19 h 50       | Christine Bravo, Jeanfi Janssens, Allain Bougrain-Dubourg, Hugo Clément et Thomas Dutronc                                                                          | 2 348 000                 | 13,2 %               | [ 127 ]              |
| 34                   | Dimanche 21 juin 2020 de 18 h 40 à 19 h 50       | Arielle Dombasle, Elie Semoun, Pierre-Jean Chalençon, Bob Sinclar et Camille Chamoux                                                                               | 2 053 000                 | 12,6 %               | [ 128 ]              |
| 35                   | Dimanche 5 juillet 2020 de 18 h 40 à 19 h 50     | Claudio Capéo, Danièle Gilbert, Yoann Riou, Carla et Frédérique Bel                                                                                                | 1 656 000                 | 10,5 %               | [ 129 ]              |
| 36                   | Dimanche 12 juillet 2020 de 18 h 40 à 19 h 50    | Caroline Diament, Christophe Beaugrand, Valérie Maurice, Jean-Michel Aphatie et Alice Pol                                                                          | 1 491 000                 | 11 %                 | [ 130 ]              |
| 37                   | Dimanche 19 juillet 2020 de 18 h 40 à 19 h 50    | Jean-Pierre Castaldi, Elsa Zylberstein, Christelle Chollet, Lucien Jean-Baptiste et Michaël Youn                                                                   | 1 384 000                 | 10,5 %               | [ 131 ]              |
| Saison 4 (2020/2021) |                                                  | |                           |                      |                      |
| 1                    | Dimanche 30 août 2020 de 18 h 40 à 19 h 50       | Agustín Galiana, Richard Berry, Nicoletta, Natasha St-Pier et Grégory Fitoussi                                                                                     |                           |                      |                      |

#### Best-of
| Émission             | Jour et horaire de diffusion               | Audience moyenne          | Audience moyenne     | Réf.                 |                      |
| Émission             | Jour et horaire de diffusion               | Nombre de téléspectateurs | PDM                  | Réf.                 |                      |
| Saison 1 (2017/2018) | Saison 1 (2017/2018)                       | Saison 1 (2017/2018)      | Saison 1 (2017/2018) | Saison 1 (2017/2018) | Saison 1 (2017/2018) |
| -------------------- | ------------------------------------------ | ------------------------- | -------------------- | -------------------- | -------------------- |
| 1                    | Dimanche 6 mai 2018 de 14 h 20 à 15 h 40   | 964 000                   | 10 %                 | [ 132 ]              |                      |
| 2                    | Dimanche 13 mai 2018 de 14 h 20 à 15 h 40  | 1 190 000                 | 9 %                  | [ 133 ]              |                      |
| 3                    | Dimanche 20 mai 2018 de 14 h 20 à 15 h 40  | 1 120 000                 | 12,6 %               | [ 134 ]              |                      |
| 4                    | Dimanche 17 juin 2018 de 14 h 20 à 15 h 40 | 1 200 000                 | 11,2 %               | [ 135 ]              |                      |
| 5                    | Dimanche 24 juin 2018 de 14 h 20 à 15 h 40 | 948 000                   | 9,3 %                | [ 136 ]              |                      |

#### Prime Time
| Émission             | Chaîne               | Jour et horaire de diffusion                 | Invités | Audience moyenne          | Audience moyenne     | Réf.                 |
| Émission             | Chaîne               | Jour et horaire de diffusion                 | Invités | Nombre de téléspectateurs | PDM                  | Réf.                 |
| Saison 1 (2017/2018) | Saison 1 (2017/2018) | Saison 1 (2017/2018)                         | Saison 1 (2017/2018) | Saison 1 (2017/2018)      | Saison 1 (2017/2018) | Saison 1 (2017/2018) |
| -------------------- | -------------------- | -------------------------------------------- | --- | ------------------------- | -------------------- | -------------------- |
| 1                    | France 2             | Jeudi 28 décembre 2017 de 20 h 45 à 22 h 30  | Jérôme Commandeur, Michèle Laroque, Gérard Jugnot, Isabelle Mergault, Jonathan Lambert, Iris Mittenaere, Michel Leeb, Christian Morin, Annie Pujol, Sophie Favier, Luna Parker, Marc Toesca, Évelyne Leclercq, Murray Head, Richard Sanderson et Dorothée | 2 862 000                 | 13,5%                | [ 138 ]              |
| 2                    | France 4             | Jeudi 25 janvier 2018 de 20 h 55 à 22 h 30   | Rediffusion | 378 000                   | 1,8%                 | [ 139 ]              |
| 3                    | France 4             | Jeudi 1er février 2018 de 20 h 55 à 22 h 30  | Rediffusion | 538 000                   | 2,4%                 | [ 140 ]              |
| 4                    | France 4             | Jeudi 8 février 2018 de 20 h 55 à 22 h 30    | Rediffusion | 599 000                   | 2,6%                 | [ 141 ]              |
| 5                    | France 4             | Jeudi 15 février 2018 de 21 h 5 à 22 h 35    | Rediffusion | 510 000                   | 2,3%                 | [ 142 ]              |
| 6                    | France 4             | Jeudi 22 février 2018 de 21 h 5 à 22 h 35    | Rediffusion | 531 000                   | 2,3%                 | [ 143 ]              |
| 7                    | France 4             | Jeudi 15 mars 2018 de 21 h 0 à 22 h 15       | Rediffusion | 732 000                   | 3,1%                 | [ 144 ]              |
| 8                    | France 4             | Jeudi 22 mars 2018 de 20 h 50 à 22 h 20      | Rediffusion | 341 000                   | 1,4%                 | [ 145 ]              |
| 9                    | France 4             | Jeudi 29 mars 2018 de 20 h 50 à 22 h 20      | Rediffusion | 249 000                   | 1,1%                 | [ 146 ]              |
| 10                   | France 4             | Jeudi 12 avril 2018 de 20 h 50 à 22 h 15     | Rediffusion | 408 000                   | 1,7%                 | [ 147 ]              |
| 11                   | France 4             | Jeudi 19 avril 2018 de 20 h 50 à 22 h 15     | Rediffusion | 389 000                   | 1,8 %                | [ 148 ]              |
| 12                   | France 4             | Vendredi 27 avril 2018 de 20 h 50 à 22 h 15  | Rediffusion | 232 000                   | 1 %                  | [ 149 ]              |
| 13                   | France 4             | Jeudi 3 mai 2018 de 20 h 50 à 22 h 15        | Rediffusion | 394 000                   | 1,7 %                | [ 150 ]              |
| 14                   | France 4             | Jeudi 17 mai 2018 de 20 h 55 à 22 h 25       | Rediffusion | 460 000                   | 2 %                  | [ 151 ]              |
| 15                   | France 4             | Jeudi 24 mai 2018 de 20 h 55 à 22 h 5        | Rediffusion | 445 000                   | 2 %                  | [ 152 ]              |
| 16                   | France 2             | Samedi 26 mai 2018 de 20 h 45 à 23 h 30      | Kev Adams, Laurent Baffie, Michèle Bernier, Camille Chamoux, Séverine Ferrer, Charlotte Gabris, Doc Gynéco, Vincent Lagaf', Amanda Lear, Estelle Lefébure, Raphaël Mezrahi, Bernard Montiel, Patrick Poivre d'Arvor et Philippe Risoli                    | 1 772 000                 | 9,6 %                | [ 153 ]              |
| 17                   | France 4             | Vendredi 14 juin 2018 de 20 h 55 à 22 h 5    | Rediffusion | 403 000                   | 2 %                  | [ 154 ]              |
| 18                   | France 4             | Jeudi 21 juin 2018 de 20 h 55 à 22 h 5       | Rediffusion | 291 000                   | 1,4 %                | [ 155 ]              |
| 19                   | France 4             | Jeudi 28 juin 2018 de 20 h 55 à 22 h 5       | Rediffusion | 305 000                   | 1,4 %                | [ 156 ]              |
| Saison 2 (2018/2019) |                      |                                              | |                           |                      |                      |
| 1                    | France 4             | Lundi 27 août 2018 de 20 h 55 à 22 h 25      | Rediffusion | 301 000                   | 1,4 %                | [ 157 ]              |
| 2                    | France 4             | Lundi 3 septembre 2018 de 20 h 55 à 22 h 25  | Rediffusion | 224 000                   | 1 %                  | [ 158 ]              |
| 3                    | France 4             | Lundi 10 septembre 2018 de 20 h 55 à 22 h 25 | Rediffusion | 225 000                   | 1 %                  | [ 159 ]              |
| 4                    | France 4             | Lundi 17 septembre 2018 de 20 h 55 à 22 h 25 | Rediffusion | 278 000                   | 1,2 %                | [ 160 ]              |
| 5                    | France 4             | Lundi 24 septembre 2018 de 20 h 55 à 22 h 25 | Rediffusion | 377 000                   | 1,6 %                | [ 161 ]              |
| 6                    | France 2             | Samedi 5 janvier 2019 de 20 h 55 à 23 h 30   | Chantal Ladesou, Bigflo et Oli, Jérôme Commandeur, Franck Dubosc, Enrico Macias, François Berléand, Jeff Panacloc, Melha Bedia | 1 770 000                 | 9,6 %                | [ 162 ]              |
| 7                    | France 2             | Samedi 5 janvier 2019 de 23 h 30 à 0 h 5     | Best-of | 1 510 000                 | 12,6 %               | [ 162 ]              |
| 8                    | France 2             | Samedi 12 avril 2019 de 20 h 55 à 23 h 30    | Michel Drucker, Thierry Ardisson, Vaimalama Chaves, Laurent Fontaine, Bilal Hassani, Évelyne Thomas, Jean-Luc Lahaye, Olivier Baroux, Larusso et Alison Arngrim                                                                                           | 1 482 000                 | 8,5 %                | [ 163 ]              |
| Saison 3 (2019/2020) | France 2             |                                              | |                           |                      |                      |
| 1                    | France 2             | Samedi 7 mars 2020 de 21 h 10 à 0 h 10       | Michèle Bernier, Mimie Mathy, Pierre Palmade, Ahmed Sylla, Pascal Légitimus, Hélène Ségara, Florent Peyre, Casimir, Nounours, Chantal Ladesou, Elie Semoun                                                                                                | 2 120 000                 | 12 %                 | [ 164 ]              |